# Янурусовский сельсовет
Янурусовский сельсовет — муниципальное образование в Ишимбайском районе Башкортостана. 
Административный центр — село Янурусово.

## История
Согласно закону «О границах, статусе и административных центрах муниципальных образований в Республике Башкортостан» имеет статус сельского поселения.

## Население
| 2002 | 2009  | 2010 | 2012 | 2013 | 2014 | 2015 |
| ---- | ----- | ---- | ---- | ---- | ---- | ---- |
| 1184 | ↗1256 | ↘996 | ↘950 | ↗955 | ↘934 | ↘907 |
| 2016 | 2017  | 2018 |      |      |      |      |
| ↘872 | ↘833  | ↘805 |      |      |      |      |

Всего постоянно проживающее население составляет 1256 (на 2013 г. постоянно проживающее население составляет 1143 человек, дворов — 605 (607). Всего 661 налогоплательщиков, из них 422 пенсионеры, они составляют 67 % от трудоспособного количества населения.

## Состав сельского поселения
| № | Населённый пункт | Тип населённого пункта       | Население |
| - | ---------------- | ---------------------------- | --------- |
| 1 | Янурусово        | село, административный центр | ↘748      |
| 2 | Кияуково         | деревня                      | ↘146      |
| 3 | Янги-Юрт         | хутор                        | ↘55       |
| 4 | Михайловка       | деревня                      | ↘26       |
| 5 | Екатериновка     | деревня                      | ↘21       |

## Местное самоуправление
Администрация сельсовета
Адрес: 453237, Республика Башкортостан, Ишимбайский район, с. Янурусово, ул. Пролетарская, 14а
Главы администрации сельсовета
- Зайнуллин Камиль Зуфарович
- Глава — Маннанов Минияр Рауфович

## Образование
На территории сельсовета функционируют бюджетные учреждения:
- средняя общеобразовательная школа,
- детский сад «Карлугас»,
- сельский дом культуры в с. Янурусово
- сельский клуб в д. Кияуково,
- сельская библиотека,
- ФАПы в д. Кияуково и в с. Янурусово.

## Экономика
- Фермерские хозяйства «Агрохимия», «Алга».
- В 2009 году впервые начал осваивать пахотные земли Ишимбайский филиал Зирганской МТС.

## Инфраструктура
По состоянию на 1 января 2013 года жилищный фонд по Янурусовскому сельскому совету составил 28560 кв. м..

## Транспорт
В 2009 году был построен мост по ул. Фрунзе села Янурусово. На стадии завершения строительство моста через р. Кияук в д. Кияуково.